# Епархия Термоли-Ларино
Епархия Термоли-Ларино (лат. Dioecesis Thermularum-Larinensis, итал. Diocesi di Termoli-Larino) епархия Римско-католической церкви, в составе митрополии Кампобассо-Бояно, входящей в церковную область Абруццо-Молизе. В настоящее время епархией управляет епископ Джанфранко Де Лука. Викарный епископ — Никола Пьетрантонио.
Клир епархии включает 65 священников (56 епархиальных и 9 монашествующих священников), 8 диаконов, 10 монахов, 83 монахинь.
Адрес епархии: Corso Piazza S. Antonio 8, 86039 Termoli [Campobasso], Italia.

## Территория
В юрисдикцию епархии входят 51 приход в 34 коммунах Молизе: все 34 в провинции Кампобассо — Аккуавива-Коллекроче, Бонефро, Кампомарино, Казакаленда, Кастельботтаччо, Кастельмауро, Чивитакампомарано, Коллеторто, Гуардьяльфьера, Гульонези, Ларино, Лучито, Лупара, Мафальда, Монтечильфоне, Монтелонго, Монтемитро, Монтенеро-ди-Бизачча, Монторио-ней-Френтани, Морроне-дель-Саннио, Палата, Петаччато, Портоканноне, Проввиденти, Рипаботтони, Ротелло, Сан-Феличе-дель-Молизе, Сан-Джакомо-дельи-Скьявони, Сан-Джулиано-ди-Пулья, Сан-Мартино-ин-Пенсилис, Санта-Кроче-ди-Мальяно, Тавенна, Термоли и Урури.
Все приходы образуют 6 деканатов: Кампомарино, Кастельмауро, Ларино, Монтенеро-ди-Бизачча, Санта-Кроче-ди-Мальяно и Термоли.
Кафедра епископа находится в городе Термоли в церкви Санта Мария делла Пурификационе, также называемой церковью Святых Васса и Тимофея; в городе Ларино находится сокафедральный Собор Святого Парда.

## История
Кафедра Ларино была основана в V веке со статусом епископства-суффраганства архиепархии Беневенто.
Кафедра Термоли была основана в 946 году, из-за того, что кафедру в митрополии Беневенто захватил анти-епископ Бенедетто.
По соглашению между Папой Пием VII и Фердинандо I Бурбоном в 1818 году территории упразднённой епархии Гуардияльферы вошли в состав епархии Термоли.
30 сентября 1986 года епархии Термоли и Ларино были объединены единую епархию Термоли-Ларино и включены в состав митрополии Кампобассо-Бояно.

## Ординарии епархии

### Кафедра Термоли
| - Шио (969); - Никколо (1071); - Гоффредо (1179); - Альферио (1196); - Анджело (1226); - Стефано (1235); - Джованни (1265); - Бартоломео Альдомариззо (1304); - Джованни (1319); - Бартоломео (1352); - Люка (1353—1364); - Франческо делла Стелла (1364—1379); - Якопо Джини да Сант’Aндреa (1379—1381) — доминиканец; - Доменико дель Джардо (1381—1387) — сервит; - Андреа (1388—1390); - Костантино (1390—1395); - Пьетро (1.12.1395 — 1400); - Томмазо (1400—1402); - Антонио (1402—1405); - Стефано да Чивита Кастеллана (8.8.1405 — 7.7.1406) — францисканец, назначен епископом Чивита Кастеллана; - Паоло (1406—1422); - Антонио (22.11.1422 — 1455) — еремит-августинец; - Дуччо (23.1.1455 — 1465); - Леонардо (27.5.1465 — 1473) — бенедиктинец; - Якопо (1473); - Джованни де Векки (9.1.1497 — 1509); - Анджело Антонио Джулиани (13.7.1509 — 1517); - Санчо де Авербе (20.4.1517 — 1518); - Антонио Аттилио (5.5.1518 — 1536); - Пьетро Дуранте (28.10.1536 — 1539); - Винченцо Дуранте (4.7.1539 — 17.8.1565); - Марчелло Дентиче (17.8.1565 — 1569); - Чезаре Ферранте (17.8.1569 — 1593); - Аннибале Муци (31.1.1594 — 11.10.1594); - Франческо Сарто (12.12.1594 — 1599); - Альберто Драго (29.11.1599 — 3.1.1601) — доминиканец; - Федерико Мецио (14.1.1602 — 1612); - Камилло Моро (3.12.1612 — 2.3.1626) — назначен епископом Комаккьо; | - Этторе даль Монте (16.3.1626 — 1626); - Джероламо Каппелло (26.11.1626 — 1643) — францисканец-конвентуал; - Алессандро Крешенци (13.7.1643 — 13.6.1644) — сомаскинец, кардинал, назначен епископом Ортона и Кампли; - Керубино Манцони (13.7.1644 — 1651) — францисканец; - Антонио Леончелло (3.7.1651 — 1653); - Карло Маннелло (3.2.1653 — 1661); - Фабрицио Маракки (13.2.1662 — 1676); - Антонио Саво де Паничоли (20.12.1677 — 1687); - Маркантонио Росси † (14.6.1688 — 27.6.1688); - Микеле Петирро (6.6.1689 — 14.12.1705) — назначен епископом Поццуоли; - Доменико Каталани (22.2.1706 — 1709); - Томмазо Мария Фарина (14.3.1718 — 1718) — доминиканец; - Сальваторе ди Алоизио (15.5.1719 — 1729); - Джузеппе Антонио Сильвестри (28.11.1729 — 1743); - Исидоро Пителлия (17.7.1743 — 22.9.1752) — миним; - Томмазо Джанелли (12.3.1753 — 1768); - Джузеппе Боккарелли (12.6.1769 — 1781); - Ансельмо Мария Топпи (18.6.1792 — 1800) — бенедиктинец; - Джованни Баттиста Болоньезе (18.3.1819 — 19.4.1822) — назначен епископом Андрии; - Пьетро Консильо (3.3.1824 — 13.3.1826) — назначен архиепископом Бриндизи; - Дженнаро де Рубертис (9.4.1827 — 1.9.1845); - Доменико Вентура (21.12.1846 — 20.4.1849) — назначен архиепископом Амальфи; - Пьетро Боттацци (15.4.1849 — 5.9.1851) — апостольский администратор; - Винченцо Бишелья (5.9.1851 — 12.2.1889); - Раффаэле ди Нонно (12.2.1889 — 16.1.1893) — редемпторист, назначен архиепископом Ачаренцы и Матеры; - Анджело Бальцано (16.1.1893 — 29.4.1909); - Джованни Капитоли (1909 — 14.2.1911) — назначен епископом Баньореджо; - Рокко Калиандро (28.3.1912 — 14.3.1924); - Оддо Бернаккья (28.10.1924 — 19.3.1962); - Джованни Прони (18.4.1962 — 10.3.1970) — назначен епископом-коадъютором Форли; - Пьетро Санторо (12.6.1970 — 15.10.1979) — назначен архиепископом Бояно-Кампобассо; - Козмо Франческо Руппи (13.5.1980 — 30.9.1986) — назначен епископом Термоли-Ларино. |  |

### Кафедра Ларино
| - Неизвестный по имени (668); - Леоне (945); - Аттоне (960); - Джованни (1062); - Гульельмо (1070 и 1090); - Руджеро (1095); - Джованни (1100); - Пьетро (1175 и 1182); - Неизвестный по имени (1200); - Ринальдо (1205); - Маттео (1225); - Роберто (1227); - Стефано (1240); - Гвальтьеро де Гвальтьери (1254) — назначен архиепископом Амальфи; - Бартоломео да Беневенто (1254 — 18.2.1264) — доминиканец, назначен епископом Амелии; - Фарольфо (1267—1284); - Петронио (1284 и 1295); - Анджело (1302); - Паскуале (1304—1309) — назначен епископом Кассана алло Ионио; - Раоне де Коместаболо (1318); - Джованни Андреа (1338); - Дельфино (1344); - Андреа да Бари (28.5.1344 — 1365) — францисканец; - Бертрандо (12.9.1365 — 1368) — доминиканец; - Сабино (1392—1401); - Пьетро (1401); - Ринальдо (1415); - Джованни (1417—1418); - Доменико де Фонтани (1418); - Филиппо (1427); - Ауроне (1436); - Джованни Леоне (1440) — доминиканец; - Антонио де Миззери (1463); - Бонифачо (1.9.1488 — 1492); - Пьетро ди Петруччи (1501); - Джакомо де Петруччи (24.4.1503 — 1523) — францисканец обсервант; - Джан Франческо Чина (1527) — назначен епископом Назарета; | - Доменико Чина (1527); - Джакомо Седати (1539); - Фернандо де Мудана (29.10.1535 — 1551); - Джан Франческо Боренго (27.4.1551 — 1555) — избранный епископ; - Белизарио Бальдевино (17.6.1555 — 1591); - Джероламо Вела (6.3.1591 — 21.11.1611); - Джан Томмазо Эустаки (9.1.1612 — 1616) — ораторианец; - Грегорио Помодоро (30.5.1616 — 26.12.1626); - Пьетро Паоло Капуто (3.4.1628 — 29.7.1628); - Персио Караччи (5.1.1631 — 1656); - Фердинандо Апичелло (28.8.1656 — 8.10.1682); - Джамбаттиста Кваранта (1683 — 9.9.1685); - Джузеппе Каталани (1.4.1686 — 1.5.1703); - Грегорио Компаньи (25.6.1703 — 17.9.1705) — доминиканец; - Карло Мария Пьянетти (17.5.1706 — 2.8.1725); - Паоло Коллья (1.9.1725 — 23.12.1726) — назначен епископом Никотеры; - Джованни Андреа Трия (23.12.1726 19.12. 1740); - Джованни Андреа Трия (22.1.1742 — 20.8.1747); - Шипьоне де Лоренци (20.11.1747 — 24.6.1772); - Джованни Антонио Франчиско де Нобили (7.9.1772 — 1774) — сколопиец; - Карло ди Амброзио (11.9.1775 — 16.7.1796); - Филиппо Бандини (29.1.1798 — 1806); - Раффаэле Луполи (25.5.1818 — 13.12.1827) — редемпторист; - Винченцо Рокка (21.5.1829 — 29.5.1845); - Пьетро Боттацци (24.11.1845 22.7.1858); - Франческо Джампаоло (20.6.1859 — 9.4.1888); - Вито Антонио Фьони (1.6.1888 — 8.3.1891); - Бернардино ди Милия (4.6.1891 — 6.4.1910) — капуцин; - Эмидио Трента (9.12.1910 — 17.7.1914) — назначен епископом Витербо и Тускании; - Антонио Липполис (1.1.1915 — 15.12.1923) — назначен епископом Удженто; - Оддо Бернаккья (24.6.1924 — 1960); - Костанцо Миччи (11.11.1960 — 15.8.1966) — назначен апостольским администратором Фано; - Пьетро Санторо (12.6.1970 — 15.10.1979) — назначен архиепископом Бояно-Кампобассо; - Козмо Франческо Руппи (13.5.1980 — 30.9.1986) — назначен епископом Термоли-Ларино. |  |

### Кафедра Термоли-Ларино
- Козимо Франческо Руппи (30.9.1986 — 7.12.1988) — назначен архиепископом Лечче;
- Доменико Умберто Д’Aмброзиo (14.12.1989 — 27.5.1999) — назначен архиепископом Фоджа-Бовино;
- Томмазо Валентинетти (25.3.2000 — 4.11.2005) — назначен архиепископом Пескара-Пенне;
- Джанфранко Де Лука (с 22 апреля 2006 года — по настоящее время).

## Статистика
На конец 2010 года из 109 132 человек, проживающих на территории епархии, католиками являлись 108 095 человек, что соответствует 99 % от общего числа населения епархии.
| год  | население | население | население | священники | священники        | священники         | священники                           | постоянные диаконы | монахи  | монахи  | приходы |
| год  | католики  | всего     | %         | всего      | белое духовенство | черное духовенство | число католиков на одного священника | постоянные диаконы | мужчины | женщины | приходы |
| ---- | --------- | --------- | --------- | ---------- | ----------------- | ------------------ | ------------------------------------ | ------------------ | ------- | ------- | ------- |
| 1950 | 69.500    | 70.000    | 99,3      | 46         | 46                |                    | 1.510                                |                    |         | 50      | 21      |
| 1970 | 59.000    | 60.000    | 98,3      | 42         | 40                | 2                  | 1.404                                |                    | 2       | 80      | 24      |
| 1980 | 63.150    | 65.200    | 96,9      | 47         | 42                | 5                  | 1.343                                |                    | 5       | 92      | 25      |
| 1990 | 104.500   | 105.500   | 99,1      | 83         | 70                | 13                 | 1.259                                | 5                  | 13      | 160     | 51      |
| 1999 | 104.300   | 105.350   | 99,0      | 73         | 59                | 14                 | 1.428                                | 5                  | 14      | 147     | 51      |
| 2000 | 104.600   | 105.500   | 99,1      | 76         | 62                | 14                 | 1.376                                | 4                  | 14      | 132     | 51      |
| 2001 | 106.497   | 107.095   | 99,4      | 107        | 94                | 13                 | 995                                  | 4                  | 14      | 107     | 51      |
| 2002 | 106.402   | 107.000   | 99,4      | 72         | 63                | 9                  | 1.477                                | 4                  | 9       | 104     | 51      |
| 2003 | 105.835   | 106.450   | 99,4      | 70         | 61                | 9                  | 1.511                                | 4                  | 9       | 101     | 51      |
| 2004 | 105.835   | 106.500   | 99,4      | 68         | 59                | 9                  | 1.556                                | 8                  | 9       | 100     | 51      |
| 2010 | 108.095   | 109.132   | 99,0      | 65         | 56                | 9                  | 1.663                                | 8                  | 10      | 83      | 51      |